# 通諭
通谕（英語：encyclical）一开始指的是古代罗马公教中，一封送往某一区域中所有教堂的单张信。
在那时候，“通谕”一词也可以指主教发出的任何一封信。这个词曾被天主教、聖公宗和東正教使用过。